# Ed Heinemann
Edward Henry Heinemann (14. března 1908, Saginaw, Michigan – 26. listopadu 1991, Rancho Santa Fe, Kalifornie) byl americký konstruktér vojenských letadel známý zejména působením u společnosti Douglas Aircraft Company.

## Životopis
Heinemann se narodil v Saginaw v Michiganu, ale již jako chlapec se přestěhoval do Kalifornie a vyrůstal v Los Angeles. Samostudiem získal znalosti v oblasti inženýrství a v roce 1926 nastoupil u společnosti Douglas Aircraft jako kreslič, ale již následujícího roku o toto místo přišel. Po působení u společností International Aircraft, Moreland Aircraft a Northrop se Heinemann vrátil do společnosti Douglas, poté co získala původní Northrop Corporation, a v roce 1936 se stal jejím hlavním inženýrem. Zaměstnancem Douglas Aircraft zůstal až do roku 1960, kdy přešel k firmě Guidance Technology. V roce 1962 se stal technickým viceprezidentem General Dynamics. V této funkci se ještě podílel na dohledu nad počátečními fázemi vývoje typu F-16. Do penze odešel v roce 1973.
Jeho přístup ke konstrukci letadel se vyznačoval přímočarostí a nekomplikovaností, kterou sám popsal tak, že vezme nejvýkonnější dostupný motor a letadlo navrhne okolo něj.
Známý návrhář Burt Rutan jej uváděl mezi hlavními průkopníky letectví, kteří jej inspirovali k tomu, aby se dal na dráhu leteckého konstruktéra.

## Konstrukce
Během působení u společnosti Douglas navrhl více než dvacet typů bojových letounů, převážně pro Námořnictvo Spojených států amerických, z nichž mnohé se staly legendami historie letectví. Mezi jeho konstrukce patří:
- SBD Dauntless, palubní střemhlavý bombardér
- A-20 Havoc, lehký bombardér/bitevní letoun
- A-26 Invader, lehký bombardér/bitevní letoun
- A-1 Skyraider, námořní útočný letoun
- A-3 Skywarrior, palubní útočný letoun/bombardér[3]
- A-4 Skyhawk, palubní útočný letoun
- F3D Skyknight, palubní stíhací letoun pro každé počasí
- F4D Skyray, palubní stíhací letoun
- Douglas Skystreak a Douglas Skyrocket, experimentální letouny

Jedno z prvních letadel navržených Heinemannem byl vzpěrový hornoplošník Moreland M-1 Trainer z roku 1929. Vzhledem k světové hospodářské krizi se jich vyrobilo a prodalo jen malé množství, než společnost v roce 1933 ukončila činnost.
Podílel se také na konstrukci civilních dopravních letounů Douglas DC-5 a Piaggio-Douglas PD.808.

## Ocenění a medaile
- 1953: Collier Trophy (za F4D Skyray)
- 1978: Guggenheim Medal
- 1981: uveden do National Aviation Hall of Fame
- 1982: uveden do International Air & Space Hall of Fame[5]
- 1983: National Medal of Science

Jeho jméno nese cena Edward H. Heinemann Award udělovaná každoročně Naval Air Systems Command US Navy těm, kteří - ať už jako jednotlivec, nebo ve skupině - zvlášť přispěli k rozvoji konstrukce letadel.